# Coatlicue Corona
La Coatlicue Corona è una struttura geologica della superficie di Venere.